# Black Shadow
Alejandro Cruz Ortiz (León, Guanajuato 3 de mayo de 1921-Ciudad de México 8 de marzo de 2007), conocido por el nombre Black Shadow, fue un luchador profesional mexicano. Previo a su carrera en la lucha libre, ejerció diferentes oficios. A los 23 años de edad, Alejandro decidió mudarse a la Ciudad de México para comenzar su carrera como luchador profesional.

## Inicios
En 1950, ya se había hecho de fama como Black Shadow. Reconocido como El hombre de goma por su impresionante elasticidad que llenaba de espectacularidad sus exclusivos lances y movimientos en el ring. También fue reconocido como "El Príncipe Negro" debido a su vestimenta casi totalmente en ese color. Junto con Blue Demon El demonio azul, formarían una de las más legendarias duplas de la lucha libre mexicana la de Los hermanos shadow.

## Rivalidad
Durante esa misma época comenzó a gestarse la rivalidad con el legendario Santo El enmascarado de plata, la cual alcanzaría su punto cúspide el 7 de noviembre de 1953 en la lucha que tendría máscara contra máscara con su archirrival, ganando el Santo que lo despojaría de su máscara descubriendo su verdadera identidad como Alejandro Cruz Ortiz

## Lucha aérea
Es considerado como el creador de la lucha aérea, destacando y mostrando su invención y su creatividad de diversas llaves, que llevan como nombres, «La leonesa», «La shadina» y «La alejandrina». Siguió su carrera hasta 1972.

## Fallecimiento
Murió al 8 de marzo de 2007, a sus 85 años a causa de complicaciones de una insuficiencia respiratoria originada por una neumonía.

## Filmografía
- Noche de muerte (1975)
- Los leones del ring contra la Cosa Nostra (1974)
- Los leones del ring (1974)
- Los campeones justicieros (1971)
- Santo el enmascarado de plata y Blue Demon contra los monstruos (1970)
- Blue Demon contra cerebros infernales (1968)
- Arañas infernales (1968)
- Tormenta en el ring (1963)
- El señor Tormenta (1963)
- Santo en el hotel de la muerte (1963)
- Santo vs. las mujeres vampiros (1962)
- Santo contra los zombies (1962)
- La furia del ring (1961)
- El torneo de la muerte (1960)
- Los tigres del ring (1960)
- Secuestro diabólico (1957)
- Furias desatadas (1957)
- Ladrón de cadáveres (1957)